# أميرشام (محطة مترو أنفاق لندن)
أميرشام (بالإنجليزية: Amersham) هي إحدى محطات مترو أنفاق لندن. تقع على خط ميتروبوليتان أفتتحت في المنطقة (Zone) رقم D أفتتحت في 1 سبتمبر 1892.